# Kunshan
Kunshan (chinois : 昆山市 ; pinyin : kūnshān shì) est une ville-district de la province du Jiangsu en Chine. C'est une ville-district placée sous la juridiction administrative de la ville-préfecture de Suzhou. Kunshan est un cas emblématique d'une zone franche chinoise qui connait une croissance spectaculaire (notamment grâce à sa position sur un axe Shanghai-Nankin). Kunshan illustre la deuxième vague de délocalisations qu'a connue la Chine.

## Démographie

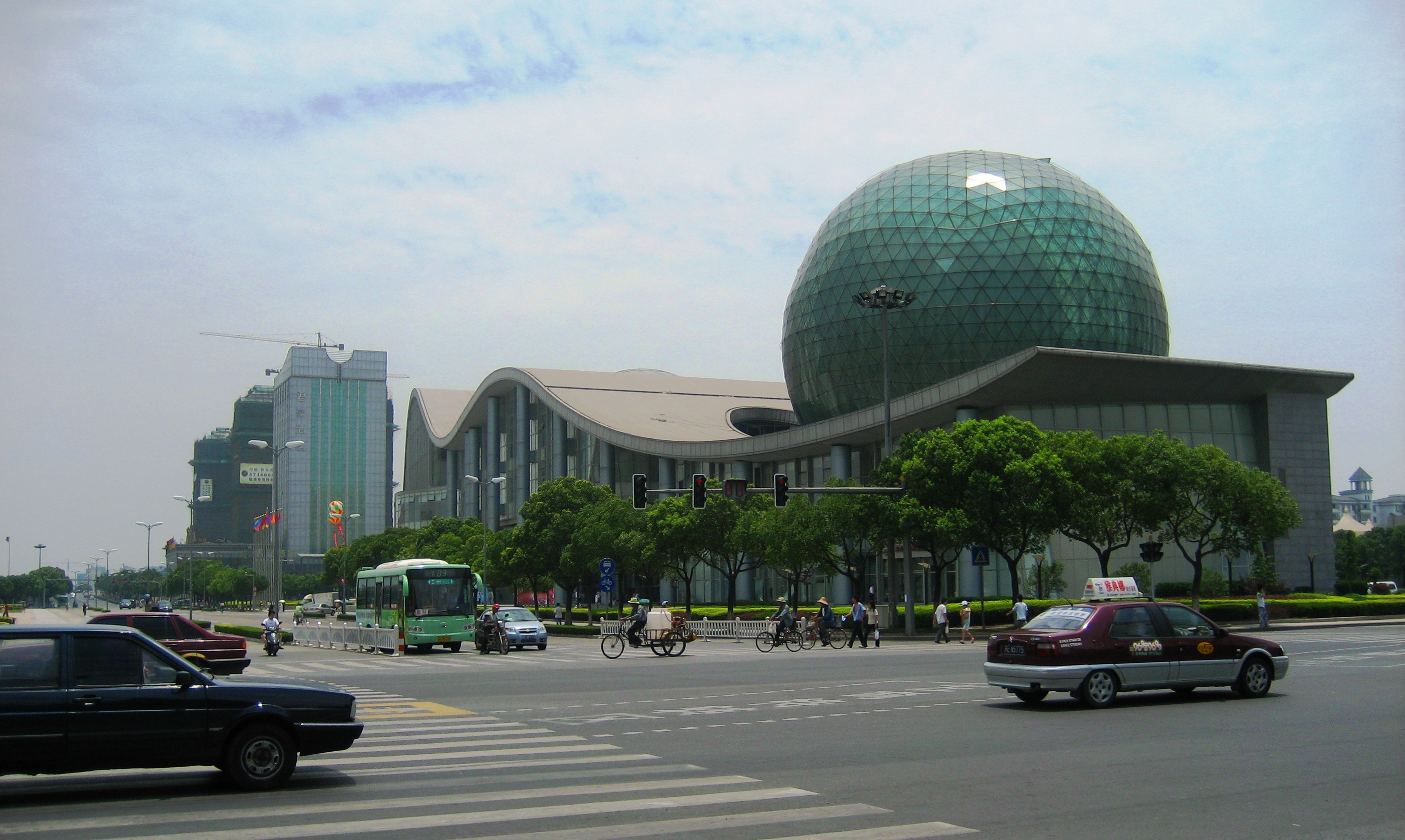
Centre-ville de Kunshan

La population du district était de 1 647 000 habitants en 2010 contre seulement 588 865 habitants en 1999.

## Histoire
Le comté de Lou (婁 縣) qui a administré Kunshan et les environs a été établi sous la dynastie Qin. Il porte le nom de Lou River (婁江; aujourd'hui Liu River: 瀏河), alors que son siège était situé dans le nord-est de Kunshan.
En 507, le comté de Xinyi (信義 縣), qui abrite l'ancien siège du comté de Lou, est séparé de l'ancien comté de Lou.
En 535, l'ancien comté de Kunshan était séparé de l'ancien comté de Xinyi, tandis que son siège était déplacé au nord de la colline de Kun, à Songjiang.
En 751, le siège a été déplacé au sud de Ma'anshan (Ma'an Hill: in, à Kunshan de nos jours).
Ma'anshan (Ma'an Hill: 馬鞍山; à Kunshan de nos jours).
En 1724, alors que le comté de Kunshan était divisé entre le nouveau comté de Kunshan et le comté de Xinyang (陽縣,), la ville fortifiée a également été divisée par deux pour localiser respectivement son propre siège.
En 1860, les rébellions de Taiping s'emparèrent de la ville fortifiée, puis de l’Armée toujours victorieuse, qui la reprit en 1863.
Le 11 novembre 1911, le rassemblement local a annoncé que les deux comtés se séparaient désormais du tribunal de Qing.
En 1912, le comté de Xinyang a été fusionné dans le comté de Kunshan.
Le 15 novembre 1937, l'armée japonaise s'empare de la ville fortifiée.
Le 13 mai 1949, le PCC contrôlait la ville fortifiée

## Pierres du Taihu
En raison de la proximité du lac Tai et de l'étrangeté d'apparence de certaines pierres locales, on y produit traditionnellement des « pierres étranges », ou pierres du Taihu, ornements caractéristiques du jardin chinois.

## Éducation
L'université Duke et l'Université Jiao-tong de Shanghai (en chinois, 上海交通大学) ainsi que le gouvernement municipal de Kunshan se sont associés pour ouvrir un campus en 2011 qui sera principalement composé d'une école de commerce.

## Culture
- Qiandeng est une ville traditionnelle appartenant à Kunshan.